# Сабирно сочиво
Сабирно сочиво (конвергентно или конвексно сочиво) јесте сочиво које паралелни улазни сноп зрака скупља у једној тачки. Одавде и полази назив за ову врсту сочива. Тачка у којој се зраци секу по проласку кроз сочиво, назива се жижа. Сабирна сочива имају по две реалне жиже једнако удаљене од центра сочива. Ова сочива су на средини дебља него на крајевима, под условом да је индекс преламања сочива већи од индекса преламања средине.
Сабирно сочиво спада у две основне врсте сочива. Поред њега, у основне врсте сочива спада и расипно (конкавно) сочиво. Код расипних сочива продужеци преломљених зракова се секу у једној тачки - имагинарна жижа расипног сочива.

## Подела сабирних сочива по облику
Сабирна сочива се по облику деле у зависности од облика њихових површина. Разликују се три типа сабирних сочива:
- биконвексна - имају две сферне конусне површине
- планконвексна - имају једну сферну и једну равну површину
- конкавно-конвексна (мениск) - имају једну сферну и једну конкавну површину

## Пролаз светлости кроз сочиво
У зависности од различите оптичке густине средине у коју прелази светлост и од квалитета рефракције те средине, долази до промене брзине простирања светлости. Услед те промене долази до рефракције светлости која омогућава увећање, умањење, приближавање, раздвајање. Због својства светлости да се по законима оптике рефрактује у провидним телима, сочиво се користи у конструкцији многих компликованијих оптичких инструмената.
При проласку снопа зрака кроз сабирно сочиво, централни део се понаша као оптичка плоча, док се сви остали делови сочива понашају као оптичка призма. Сочива и оптички инструменти које она чине (лупа, оптички микроскоп, дурбин, оптички телескоп, наочаре) видљиву светлост, ломе по законима рефракције, узрокујући повећања или смањења слике објеката по правилима геометријске оптике.

## Лик код сабирног сочива
Лик предмета код сабирног сочива можемо пронаћи ако предмет посматрамо као скуп тачака и проналазимо ликове појединих тачака користећи особине паралелних зрака. За одређивање лика предмета није потребно пронаћи слику свих зрака, већ је довољно наћи само ликове крајњих тачака, пошто знамо да ће се по један крај и лика и предмета налазити на главној оптичкој оси.

### Конструкција лика
Карактеристични зраци за сабирно сочиво помоћу којих се одређује положај и величина лика која настаје:
- зрак паралелан са главном оптичком осом који након преламања кроз сочиво главну оптичку осу сече у жижи.
- зрак који пролази кроз оптички центар сочива се прелама тако да је правац зрака пре и после преламања подударан.
- зрак који пролази кроз жижу сочива пре преламања, а након преламања је паралелан са главном оптичком осом

### Врсте ликова код сабирног сочива
На слици поред приказано је шест различитих врста ликова који могу да настану проласком снопа паралелних зрака кроз сабирно сочиво.
- а) Уколико се објекат налази у неизмерној даљини, упадни зраци светлости су паралелни са оптичком осом сочива и преламају се са друге стране сочива у задњој жижи. Настаје реална, умањена и обрнута слика објекта.
- б) Уколико се објекат налази даље од полупречника задње кривине сочива, настаје лик између задње жиже и центра предње кривине сочива. Лик је реалан, умањен и обрнут.
- ц) Уколико се објекат налази у центру задње кривине сочива, настаје лик у другом центру кривине сочива. Лик је реалан, обрнут и исте величине као и објекат.
- д) Уколико се објекат налази између центра задње кривине сочива и предње жиже, његов лик се ствара у даљини, иза другог центра кривине сочива. Лик је реалан, увећан, и обрнут.
- е) Уколико се објекат налази у предњој жижи сочива, његов лик не постоји, јер се зраци не преклапају.
- ф) Уколико се објекат налази између предње жиже и оптичког центра сочива (као код лупе), лик који се добије је имагинаран, увећан и са исте стране сочива.

## Једначина сабирног сочива
Једначина сочива даје везу између положаја предмета, лика и његове жижне даљине. За танко сабирно сочиво разликујемо две једначине, у зависности од тога да ли је лик реалан или имагинаран.
- Када је лик реалан, једначина сочива је дата са: {\displaystyle {\frac {1}{p}}+{\frac {1}{l}}={\frac {1}{f}}}
- Када је лик имагинаран, једначина сочива је дата са: {\displaystyle {\frac {1}{p}}-{\frac {1}{l}}={\frac {1}{f}}}

## Моћ сабирног сочива
Моћ сочива је изражена диоптријом. Диоптрија је једнака реципрочној вредности жижне даљине изражене у метрима. Јединица јој је 1/m. 
{\displaystyle D={\frac {1}{f}}}
Моћ сочива је сразмерна вредности диоптрије.

## Примена
Сабирна сочива имају велику примену. Већина оптичких инструмената користе комбинацију сабирних и расипних сочива (телескопи), али је и примена самих сабирних сочива велика.

### Око
Око је сабирно сочиво које може да мења површину и жижну даљину. Лик који оно производи је реалан и изврнут. Познавањем карактеристика очног сочива, развили су се оптички инструменти који побољшавају вид. Расипна сочива за поправљање вида су потребна далековидим особама.

### Микроскоп
Оптички део микроскопа се обично састоји од сабирног сочива. За веће увећање, а смањење аберације, обично се користи комбинација два сабирна сочива на малом растојању.

### Френелова сочива
Френелова сочива су врста сабирних сочива која је конструисао француски физичар Огистен жан Френел и најпре их применио на светионике. Френелова сочива и данас имају широку примену.
Дизајн који је Френел осмислио омогућује конструкцију огромних сочива кратке жижне даљине, не трошећи масу и запремину материјала која би била потребна да су сочива задатих карактеристика грађена на стандардни начин. Френелова сочива могу бити много тања него уобичајена сабирна сочива. Ова сочива могу да захвате много већу количину светлости која стиже са стране, што омогућава светионицима да буду видљиви са много већих растојања.